# Vibeke Marx
Vibeke Marx (født 9. marts 1948) er en dansk forfatter, af både romaner, noveller og børnebøger.
Hun er uddannet fritidspædagog, og debuterede i 1990 med ungdomsbogen Held og lykke Robinson, som vandt en nordisk manuskriptkonkurrence.
| „ | På samme måde har jeg ikke kunnet holde mig inden for en bestemt genre, men lysteligt bredt mig over de fleste, somme tider inden for samme bog. Hvis man kan sige noget generelt om mit forfatterskab, er det nok, at de mennesker, der hører til nederst i samfundet, interesserer mig mest. Det er ikke så heldigt, hvad salget angår, for bistandsklienter køber vist ikke så mange bøger. | “ |
|   | — Vibeke Marx |   |

## Hædersbevisninger
- 1999: Edvard P. prisen for Den der hvisker - : en slægtshistorie[2]